# Beat (album)
 For alternative betydninger, se Beat. (Se også artikler, som begynder med Beat)
Beat er et album med King Crimson, udgivet i 1982. Titlen er delvis inspireret af beat-generationen.
Nummer 1, "Neal and Jack and Me" er det nummer på albummet, som tydeligst er inspireret af beat-forfatterne. Titlens "Jack" er beat-forfatteren Jack Kerouac, og "Neal" er Kerouacs ven Neal Cassady.
Nummer 3, "Sartori in Tangier". Titlen skyldes også indflydelsen fra beat-generationen, bl.a. Jack Kerouacs roman Satori in Paris og byen Tanger i Marokko, hvor en del beat-forfattere boede, og som de ofte brugte som kulisse i deres værker. Forfatteren Paul Bowles havde tilknytning til beat-forfatterne, og hans roman The Sheltering Sky (da. titel "Under himlens dække"), som lagde navn til et nummer på King Crimsons foregående studiealbum, Discipline, foregår delvist i Tanger.
Nummer 7, "The Howler" hentyder muligvis til beat-digtet Howl af Allen Ginsberg.
Ifølge Trouser Press Record Guide fokuserer albummet på 25-års jubilæet for udgivelsen af Jack Kerouacs roman On the Road (da. titel "Vejene").
Starten på "Sartori in Tangier", spillet på Chapman Stick var med i den første scene i premieren på MTV-showet The Maxx.
Af King Crimsons 13 studiealbum er dette det eneste, som ikke har et titelnummer.